# Балиева, Елена Аркадьевна
Елена Аркадьевна Комиссарже́вская (в девичестве Акопян, затем Балиева; 1895 — 15 марта 1981, Нью-Йорк) — актриса, жена русского и английского режиссёра Ф. Ф. Комиссаржевского и основателя театра  «Летучая мышь» Н. Ф. Балиева.

## Биография
Молодая актриса Елена Акопян начинала карьеру в театре Фёдора Комиссаржевского и стала его женой, в 1919 году он эмигрировал в Лондон.
В 1922 году в «Fairyland theatre» под именем Mme. Komisarjevskaia участвовала в бродвейских ревю «Chauve-Souris», которые увидел зритель на премьерном показе фонофильма Ли де Фореста «The Parade of the Wooden Soldiers» («Марш деревянных солдатиков») 15 апреля 1923 года в «Rivoli Theater» (плёнка хранится в Библиотеке Конгресса).
Брак с Комиссаржевским распался, и Елена Аркадьевна осталась без средств к существованию с новорождённым сыном Владимиром. Вскоре поступила в лондонскую труппу Н. Ф. Балиева.
Во время морского путешествия на американский континент Елена Аркадьевна и Н. Ф. Балиев обвенчались [когда?], и актриса стала выступать под именем Mrs. Elene Balieff.
Елена Балиеева входила во французский состав труппы Н. Балиева «Le Théâtre de la Chauve-Souris», которая давала представления на сцене театра «Фемина», с 1923 по 1933 годы.
В 1925 году Ф. Ф. Комиссаржевский открыл в Париже свой частный маленький театр «L’Arc-en-Ciel», а в 1931 году создал эскизы костюмов и сценографию к премьерному спектаклю «Пиковой дамы» по А. С. Пушкину, показанного труппой Н. Ф. Балиева в парижском театре «Madeleine».
В 1928 году Балиева выступала на вечерах Дон-Аминадо. В этом же году Никита Балиев был награждён орденом Почетного легиона.
Театральное дело имело всё больший успех. В 1929 году звёздная труппа вновь отправилась в Америку. С 22 января по 4 марта 1929 года состоялись выступления труппы в «Jolson’s 59th Street Theatre». С 21 октября по ноябрь 1931 года состоялись спектакли труппы «New Chauve-Souris» в «Ambassador Theatre».
В 1933 году Балиева выступала на вечерах Lolo и М. П. Миронова. С 1934 года стала заниматься благотворительностью, участвовала в концерте Общества взаимопомощи русских шофёров.
После неожиданной кончины Н. Ф. Балиева, в 1936 году оставила театр.
После Второй мировой войны руководила балетной школой в Нью-Йорке при Метрополитен-Опера. Последние годы жила при монастыре.
Скончалась 15 марта 1981 года на 87-м году жизни, похоронена на Ново-Дивеевском кладбище.

## Фильмография
- La chauve souris (англ.) на сайте Internet Movie Database, 1923. Фильм Ли де Фореста назывался «De Forest to Film Chauve Souris Story»[5]